# 謝健新
謝健新（罗马拼音：Tjia Kian Sien，1945年—），後改名印德拉諾（印尼語：Indratno），印尼前男子羽球運動員。
1970年，謝健新代表印尼隊贏得湯姆斯盃冠軍。在對決馬來西亞的決賽中，他與張敬源搭檔雙打，先以7:15、15:13、10:15輸給伍文美/潘奇·古納蘭組合，隨後再以10:15、18:16、15:10贏了陳奕芳/吳達偉組合。在1967年的新加坡羽球公開賽男子雙打項目中，他們兩人先在半決賽中經由三局大戰擊敗日本的小島一平/秋山真男組合，然後在決賽中以3:15、8:15敗給陳貽權/伍文美組合而獲得亞軍。